# Arpașu de Jos
Arpașu de Jos (německy Unterarpasch, maďarsky Alsóárpás) je rumunská obec v župě Sibiu v historickém regionu Sedmihradsko. V roce 2002 zde na rozloze 119 km² žilo 2 803 obyvatel. Jejím středem prochází silnice DN1 Sibiu – Făgăraș. Zároveň tudy prochází železniční trať Sibiu – Brašov (stanice Arpaș), která je v současnosti v provozu pouze ve směru do Brašova a vlaky odsud odjíždějí třikrát denně. Provoz opačným směrem byl zrušen.
Obec je tvořena 3 vesnicemi: Arpașu de Jos, Arpașu de Sus (něm. Birndorf), Nou Român (něm. Goldbach).